# Druciatus dissidens
Druciatus dissidens är en tvåvingeart som beskrevs av Marshall 1995. Druciatus dissidens ingår i släktet Druciatus och familjen hoppflugor.
Artens utbredningsområde är Costa Rica. Inga underarter finns listade i Catalogue of Life.